# Leo Osaki
Leo Osaki (født 8. juli 1991) er en japansk fodboldspiller, som spiller for den japanske fodboldklub Vissel Kobe.